# Battersea Park
Der Battersea Park ist ein 0,83 km² großer Park in Battersea, London, England. Er befindet sich auf der Südseite der Themse gegenüber von Chelsea und wurde 1858 eröffnet.
Der Park steht auf ehemaligem Marschland, das von der Themse gewonnen wurde, und dem Gelände eines alten Marktes.

## Geschichte

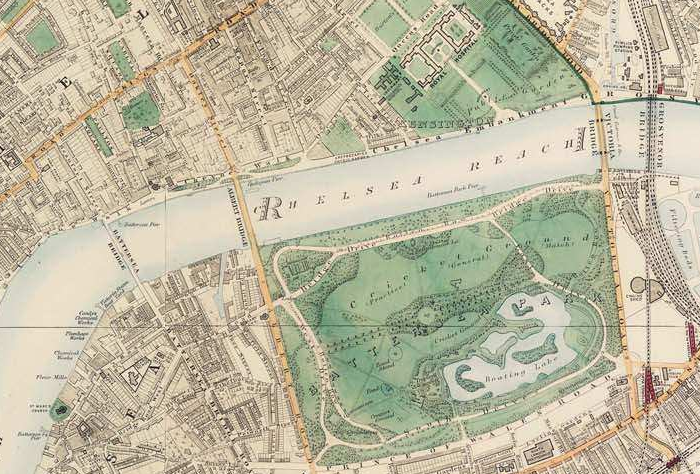
Battersea Park 1891

Battersea fields war einmal ein bekannter Platz für Duelle. So duellierten sich beispielsweise der Duke of Wellington und der zehnte Earl of Winchilsea einst in dieser Gegend, wobei Wellington an Winchilsea vorbei und Winchilsea in die Luft schoss. Der Duke entschuldigte sich später für den Grund des Duells. 
Die ursprüngliche Gestaltung des Parks wurde von Sir James Pennethorne zwischen 1846 und 1864 ausgeführt, obwohl der Park schon 1858 eröffnet wurde. 
Auch eines der ersten Fußballspiele nach heutigen Regeln wurde 1864 im Park abgehalten und von der Football Association durch Arthur Pember ausgerichtet. In dem See wurde eine Kaskade mit Kunstfelsen aus Pulhamit angelegt. Zwischen 1866 und 1870 fügte James Pulham II außerdem naturnahe Kunstfelsen in die Rasenflächen ein.
Seit den 1860er Jahren war der Battersea Park Heimat eines der führenden Amateurfußballklubs in England, dem Wanderers FC. Dieser war auch Gewinner des ersten FA Cup 1872. Diese Mannschaft spielte unter anderem auch gegen den Sheffield F.C. im Park.

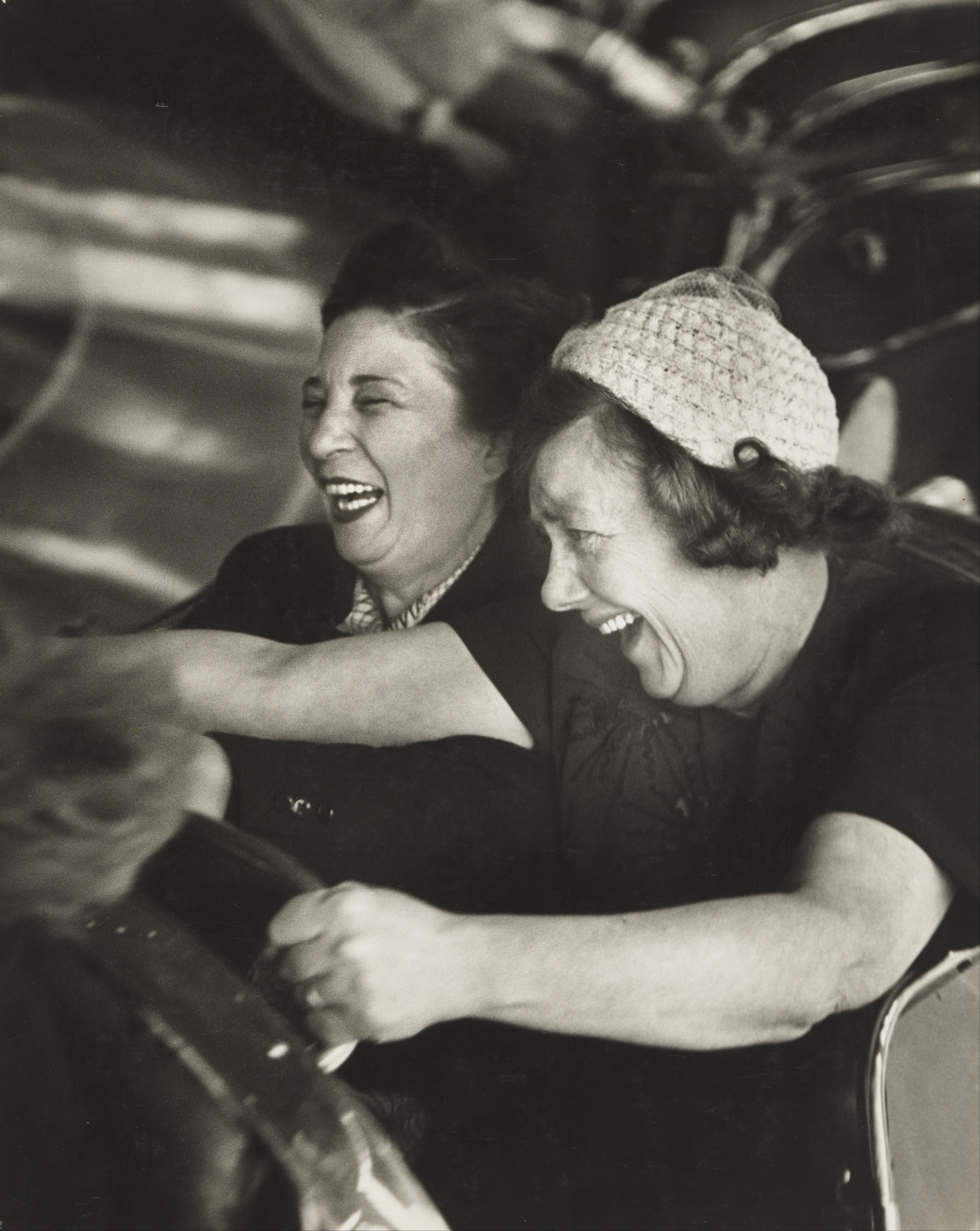
David Moore Battersea Fun Fair, London (1951)

In den 1950er Jahren wurde der Park in die Festival Gardens als Teil des Festival of Britain 1951 umgewandelt. Daher entstammen auch viele der etwas in die Jahre gekommenen Metallelemente, wie Handläufe und Teile der Kinderspielplätze, die nach und nach modernisiert werden. Auch die damals wie heute sehr populäre Guinness-Uhr wurde zu dieser Zeit aufgebaut.

## Battersea fun fair
Neben der Veränderung des Parks durch die Festival Gardens wurde der Park auch durch die Einrichtung des Battersea Fun Fair verändert. Hierbei wurden Achterbahnen, Schaukeln und Karusselle zur allgemeinen Familienbelustigung installiert.
Die wahrscheinlich spektakulärste Attraktion war der Big Dipper. Er wurde 1972 geschlossen, nachdem fünf Kinder bei einem Unfall ums Leben kamen, als ein Wagen sich löste und mit einem anderen kollidierte. Das Fehlen dieser Hauptattraktion ließ die Popularität des Parks schwinden und führte zu seiner Schließung im Jahr 1977. Die verbleibenden Attraktionen wurden demontiert oder an andere Parks verkauft.

## Aktuelle Charakterzüge des Parks

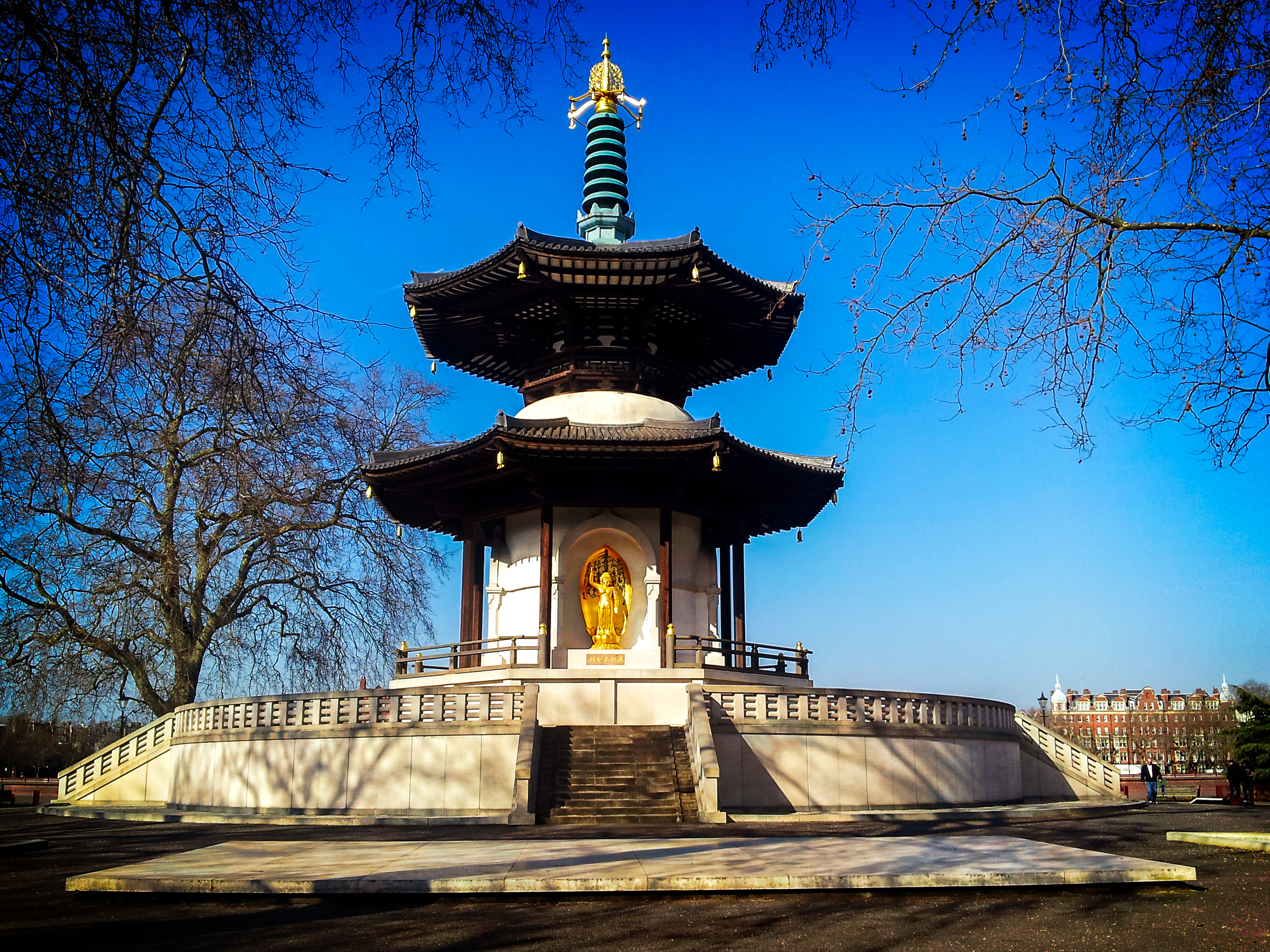
Battersea Park Friedenspagode

Der Ort, an dem früher der Vergnügungspark stand, wurde eingeebnet und dient heute als Austragungsort für Wandermessen und Ausstellungen. Aktuell ist es der Veranstaltungsort der Battersea Evolution, früher bekannt als Battersea Park Events Arena.
Der Park beherbergt auch einen kleinen Zoo, einen s-förmig geschwungenen Teich, der mit Booten befahren werden kann (Boating Lake), einen Orchesterpavillon und verschiedene Allwetter-Freiluft-Sportstätten, wie z. B. Tennisplätze, Laufstrecken, Fußballplätze und Rasenbowling.
Auch steht im Park die Friedenspagode, die 1985 während der Amtszeit von Ken Livingstone als Vorsitzender des Greater London Council erbaut wurde. Eine Replika einer bronzenen Statue eines Hundes, erinnernd an die sogenannte Browndog-Affäre, wurde ebenfalls 1985 aufgestellt. 
Zwischen 2002 und 2004 wurde der Park einer 11 Millionen Pfund teuren Erneuerung unterzogen, die durch den Heritage Lottery Fund finanziert wurde. Die Wiedereröffnung des Parks wurde am 4. Juni 2004 durch Prinz Philip vollzogen.

## Meet Me in Battersea Park
Der Park wurde in Petula Clarks Lied Meet Me In Battersea Park von 1954 thematisiert. Der Text stammt von Joe Henderson, Leslie Clark and David Valentine: 
If you’re a Londoner just like me, meet me in Battersea Park
If you are young or you’d like to be, meet me in Battersea Park
We’ll stroll along by the riverside in sunshine or after it’s dark
There’s music and dancing, place for romancing so meet me in Battersea Park
See the people riding on the round-a-bouts and swings
Children so delighted at the puppets on the strings
Chair o-planes a wheeling as they fly through the air
Take a holiday, have a jolly day, come to the fair

## Nahe gelegene Bahnstationen
- Bahnhof Battersea Park
- Bahnhof Queenstown Road